# 境保育園 (小惑星)
境保育園（さかいほいくえん、26829 Sakaihoikuen）は、小惑星帯にある小惑星である。
1989年11月、山梨県の小淵沢天体観測所（JPL登録文では八ヶ岳南麓観測所）で串田嘉男と井上傑が発見した。

## 名称
東京都武蔵野市立境保育園に因み、2003年6月の小惑星回報で命名が公表された。
命名を申請したのは井上傑で、この保育園には井上の子供が通っていた。

## 註
1. ↑  MPC 49101（2003年6月14日）
2. ↑  「発見した小惑星に境保育園と命名　井上傑さん」 - 『まなこ』52号（2003年秋）、武蔵野市役所企画政策室市民協働推進課男女共同参画担当